# Coelorinchus kaiyomaru
Coelorinchus kaiyomaru is een straalvinnige vissensoort uit de familie van rattenstaarten (Macrouridae). De wetenschappelijke naam van de soort is voor het eerst geldig gepubliceerd in 1979 door Arai & Iwamoto.